# Amaurospiza carrizalensis
El semillero de carrizal (Amaurospiza carrizalensis), también denominado semillero azul (en Venezuela) o semillero de carrizales, es una especie de ave paseriforme de la familia Cardinalidae endémica de Venezuela.

## Distribución y hábitat
Se puede encontrar en la cuenca del bajo río Caroní, norte de Bolívar, en Venezuela.
Su hábitat preferencial consiste de rodales de bambúes espinosos Guadua latifolia y especies de Ripidocladus entremezclados con bosques semi-caducifolios y parches de sabana.

## Descripción
Mide 12 cm de longitud. Los machos son de color negro azulado brillante con las alas negro ceniciento y el dorso azul brillante. Las cobertoras inferiores de las alas y las axilares son blancas. El pico es grande, profundo y cónico, de color gris oscuro. Las hembras son de color pardo amarillento claro con el pico gris oliváceo. Se diferencia de otros Amaurospiza por la densidad de la coloración y los destellos negros en el pecho, así como por las medidas generales.

## Estado de conservación
El semillero de Carrizal ha sido calificado como “críticamente amenazado de extinción” por la IUCN debido a que su hábitat en la localidad tipo, desde donde fue descrito en 2003, fue inundado por la construcción del embalse de Guri, así como también otros lugares de posible hábitat. Posteriormente, fue encontrado en al menos 14 otros locales cercanos en el río Caroní, y se cree que su muy pequeña población, preliminarmente estimada en 50 individuos y que ocupa un área muy reducida, esté disminuyendo. Investigaciones posteriores sugieren que su rango y población potenciales pueden ser mayores de lo que se sospechaba inicialmente, pero, por ahora, se lo mantiene en estado crítico. Con el aumento de conocimiento sobre su rango y población, es probable que, en el futuro, su estado de conservación sea atenuado.

### Acciones de conservación
La especie continua a ser foco de investigación por la Colección Ornitológica Phelps (COP), y, siguiendo la destrucción de su hábitat en Isla Carrizal, cuatro organizaciones (la empresa hidroeléctrica Edelca, COP, Conservation International y la Sociedad Conservacionista Audubon de Venezuela) designaron un proyecto de dos años para identificar, localizar e investigar lugares de hábitat potenciales. Un proyecto de conservación de la especie en el bajo río Caroní recibió fondos del Mohamed bin Zayed Species Conservation Fund en 2014.

## Comportamiento
Sus hábitos son poco conocidos. Aparte de su hábitat preferencial, al menos cuatro de las localidades recientes donde la especie fue encontrada estaban próximas o dentro de rodales de Guadua angustifolia.

### Alimentación
El pico muestra algún grado de especialización en la alimentación. Por el análisis del estómago de los especímenes colectados, se sabe que se alimenta de gorgojos Curculionidae, que puede ser específico del hábitat espinoso, y de masa vegetal no identificada.

### Vocalización
Su canto es un agradable silbido “suiit suiit pit-suii pit-suoo”.

## Sistemática

### Descripción original
La especie A. carrizalensis fue descrita por primera vez por los ornitólogos venezolanos Miguel Lentino y Robin L. Restall, de la Colección Ornitológica Phelps, en 2003, bajo el mismo nombre científico; localidad tipo «Isla Carrizal, Río Caroní, Bolívar, Venezuela», con base en tres especímenes descubiertos y colectados en 2001.

### Taxonomía
Es monotípica. La especie fue reconocida por el South American Classification Committee (SACC) mediante la Propuesta N° 74 de 2003.